# Hyptis atrorubens
Hyptis atrorubens är en kransblommig växtart som beskrevs av Pierre Antoine Poiteau. Hyptis atrorubens ingår i släktet Hyptis och familjen kransblommiga växter. Inga underarter finns listade i Catalogue of Life.